# Пласконный, Павел Сергеевич
Па́вел Серге́евич Пласко́нный (бел. Павел Сяргеевіч Пласконны; род. 29 января 1985, Белыничи, Могилёвская область) — белорусский футболист, защитник и тренер.

## Карьера

### Клубная
Выступал за молодёжный состав московского «Локомотива», затем был переведён в дубль. За основу Павел сыграл лишь раз: 29 марта 2003 года в матче Кубка Премьер-лиги с «Торпедо-Металлургом».
После карьеру продолжил в солигорском «Шахтёре». В январе 2007 года был на просмотре в «Лацио». В начале декабря 2007 года Пласконный подписал предварительный 3-летний контракт с подмосковными «Химками», но в итоге оказался в греческом клубе «Панионис», с которым 28 января 2008 года подписал контракт на 2,5 года.
С 2009-го по 2010-й вновь игрок «Шахтёра». С июля 2010 года по декабрь 2011-го выступал за «Неман». 2 декабря 2011 года подписал трёхлетний контракт с минским «Динамо». В сезоне 2012 и первой половине 2013 года был основным центральным защитником команды, летом 2013 года потерял место в стартовом составе. Покинул «Динамо» по окончании сезона.
В январе 2014 года стал игроком казахстанского клуба «Атырау». В апреле принял гражданство Казахстана. В январе 2015 года покинул «Атырау» по окончании контракта.
В феврале 2015 года вернулся в Беларусь, подписав контракт с «Витебском», который по результатам сезона 2014 вернулся в Высшую лигу. Был одним из основных центральных защитников витеблян, однако в мае покинул клуб по семейным обстоятельствам.
В июне 2015 года находился на просмотре в литовском клубе «Судува», но не подошёл. Позднее стал тренироваться с «Белшиной» и вскоре договорился о подписании контракта. 17 июля дебютировал в составе бобруйской команды в матче Кубка Беларуси против «Гомельжелдортранса». В дальнейшем закрепился в основе бобруйчан, играл на позициях центрального и левого защитника.
В январе 2016 года перешёл в «Городею», где стал основным центральным защитником. В декабре продлил контракт с клубом. В сезоне 2017 оставался игроком стартового состава. Сезон 2018 также начинал в основе, с августа потерял место в составе и стал выступать за дубль.
В январе 2019 года, покинув «Городею», отправился на просмотр в ереванский «Арарат», который завершился безуспешно. В феврале стал игроком минского «НФК». В мае 2019 года, после отставки главного тренера Алексея Кучука, покинул команду.
В сентябре стало известно, что Пласконный принял решение о завершении карьеры.

### В сборной
В национальной сборной Беларуси дебютировал 15 ноября 2006 года в товарищеском матче со сборной Эстонии в Таллине (1:2). Забил свой единственный мяч за сборную 2 февраля 2008 года на XVI международном турнире национальных сборных на Мальте в товарищеском матче со сборной Исландии (2:0).

### Тренерская
После завершения карьеры начал работать тренером с юношескими командами солигорского «Шахтёра». В феврале 2022 года вошёл в тренерский штаб дубля горняков.

## Достижения
«Шахтёр» (Солигорск)
- Чемпион Беларуси: 2005
- Бронзовый призёр чемпионата Беларуси (2): 2006, 2007

«Динамо» (Минск)
- Бронзовый призёр чемпионата Беларуси (2): 2012, 2013